# Natalia Malykh
Natalia Nikolaïevna Malykh (en russe : Наталья Николаевна Малых) est une joueuse de volley-ball russe née le 8 décembre 1993 à Volgograd. Elle mesure 1,87 m et joue au poste d'attaquante. Elle totalise 39 sélections en équipe de Russie.

## Clubs
| Club                     | De        | À         |
| ------------------------ | --------- | --------- |
| Voljanotchka Volgograd   | 2001-2002 | 2011-2012 |
| Zaretchie Odintsovo      | 2012-2013 | 2014-2015 |
| Dinamo Krasnodar         | 2015-2016 | 2016-2017 |
| JVK Ienisseï Krasnoïarsk | 2017-2018 | …         |

## Palmarès

### Équipe nationale
- Championnat d'Europe
  - Vainqueur : 2013, 2015.
- Grand Prix mondial
  - Finaliste : 2015.

### Clubs
- Challenge Cup
  - Vainqueur : 2014.
- Coupe de Russie
  - Vainqueur : 2015.
  - Finaliste : 2017.
- Coupe de la CEV
  - Vainqueur : 2016.

### Distinctions individuelles
- Challenge Cup féminine 2013-2014: MVP.
- Coupe de la CEV féminine 2015-2016: MVP.